# Milenino (obwód kurski)
Milenino (ros. Миленино) – wieś (ros. село, trb. sieło) w zachodniej Rosji, centrum administracyjne sielsowietu mileninskiego w rejonie fatieżskim (obwód kurski).

## Geografia
Miejscowość położona jest nad Usożą (lewy dopływ Swapy w dorzeczu Sejmu), 1,5 km na wschód od centrum administracyjnego rejonu (Fatież), 44 km na północny zachód od Kurska, 1 km od drogi magistralnej (federalnego znaczenia) M2 «Krym» (część trasy europejskiej E105).
We wsi znajduje się 118 posesji.
Klimat
Miejscowość, jak i cały rejon, znajduje się w strefie klimatu kontynentalnego z łagodnym ciepłym latem i równomiernie rozłożonymi opadami rocznymi (Dfb w klasyfikacji klimatów Köppena).

## Demografia
W 2010 r. wieś zamieszkiwało 295 osób.